# Rete tranviaria di Bratislava
La rete tranviaria di Bratislava è la rete tranviaria che serve la città slovacca di Bratislava. Composta da quindici linee, è gestita dalla società Dopravný podnik Bratislava.